# Maureen Starkey Tigrett
Maureen „Mo“ Starkey Tigrett, rozená Mary Cox (4. srpna 1946 Liverpool – 30. prosince 1994 Seattle, Washington, USA) byla první manželka Ringo Starra, bubeníka The Beatles. Seznámila se s ním v Cavern klubu v Liverpoolu, když pracovala jako praktikantka u kadeřníka. Ringo ji nabídl manželství, a tak se za něho v roce 1965 v Londýně provdala. Toto manželství bylo šťastné do chvíle, než Ringo začal užívat drogy, zejména LSD. Manželství s Ringo Starrem se začalo hroutit a skončilo v roce 1975 rozvodem. V tomto manželství se narodily tři děti: Lee Starkey, Jason Starkey a Zak Starkey. Roku 1989 se vdala za Isaaca Tigretta, zakladatele Hard Rock Cafe a House of Blues. V tomto manželství se jí narodila dcera Augusta. Maureen zemřela na leukémii 30. prosince 1994 ve výzkumném centru rakoviny Freda Hutchinsona v Seattlu. U jejího lůžka, když umírala, byly její čtyři děti, její matka, její manžel a Ringo Starr.